# Mr.스타벅
Mr.스타벅(미스터 스타벅)(Starbuck)은 2011년 개봉한 캐나다의 코미디 영화이다.

## 줄거리
프로포즈 하루 전, 533명의 아이가 있다는 걸 알았다!
이게 무슨 일?
마흔이 넘도록 사고만 치고 사는 철부지 데이비드 우즈냑(패트릭 휴어드)은 여자친구의 임신 소식을 듣고 이제 마음 잡고 한 아이의 아버지로 제대로 된 인생을 살아보자 다짐한다. 하지만 다음날 인생 최대의 사건사고가 타진다. 그에게 533명의 자식이 있다는 소식. 사연인즉, 데이비드가 젊은 시절 용돈벌이로 ‘스타벅’이라는 가명을 사용해 정자를 기증했는데 533명의 아이가 태어났고, 그 중 142명의 아이가 자신의 생물학적 아버지를 찾겠다는 집단 소송을 제기하고 나선 것이다.
세상에 알려지면 안됐던 ‘정자왕 스타벅’의 존재는 이제 세상에서 가장 주목 받는 존재가 되고, 데이비드는 여자친구에게도 가족에게도 말할 수 없는 희대의 해프닝의 주인공으로 일이 커져간다.
남모르게 이 일을 해결할 사람은 자신 뿐. 데이비드는 소송을 제기한 자신의 생물학적 아이들을 찾아가 보기로 하는데…

## 캐스팅
- 패트릭 휴어드 - David
- 줄리 리브스턴 - Valérie
- 앙트완 베트랑 - Avocat